# Cantiano
Cantiano est une commune italienne d'environ 2 400 habitants, située dans la province de Pesaro et Urbino, dans la région Marches, en Italie centrale.

## Administration
| Période                                  | Période | Identité | Étiquette | Qualité |
| ---------------------------------------- | ------- | -------- | --------- | ------- |
|                                          |         |          |           |         |
| Les données manquantes sont à compléter. |         |          |           |         |

### Hameaux
Palcano, Vilano, Moria, Pontedazzo, S. Crescentino, Chiaserna, Fossato e Pontericciòli

### Communes limitrophes
Cagli, Frontone, Gubbio, Scheggia e Pascelupo

## Personnalités liées à la commune
- Flamminio Allegrini da Cantiano, peintre baroque du XVIIe siècle.
- Lolita Morena, animatrice et présentatrice de télévision y est née.
- Roberto Traversini